# Lagrasse
Lagrasse is een gemeente in het Franse departement Aude (regio Occitanie). De plaats maakt deel uit van het arrondissement Carcassonne. De gemeente telde 548 inwoners op 1 januari 2022. Lagrasse is lid van Les Plus Beaux Villages de France.

## Geografie
De oppervlakte van Lagrasse bedroeg op 1 januari 2022 32,2 vierkante kilometer; de bevolkingsdichtheid was toen 17 inwoners per km².
De onderstaande kaart toont de ligging van Lagrasse met de belangrijkste infrastructuur en aangrenzende gemeenten.

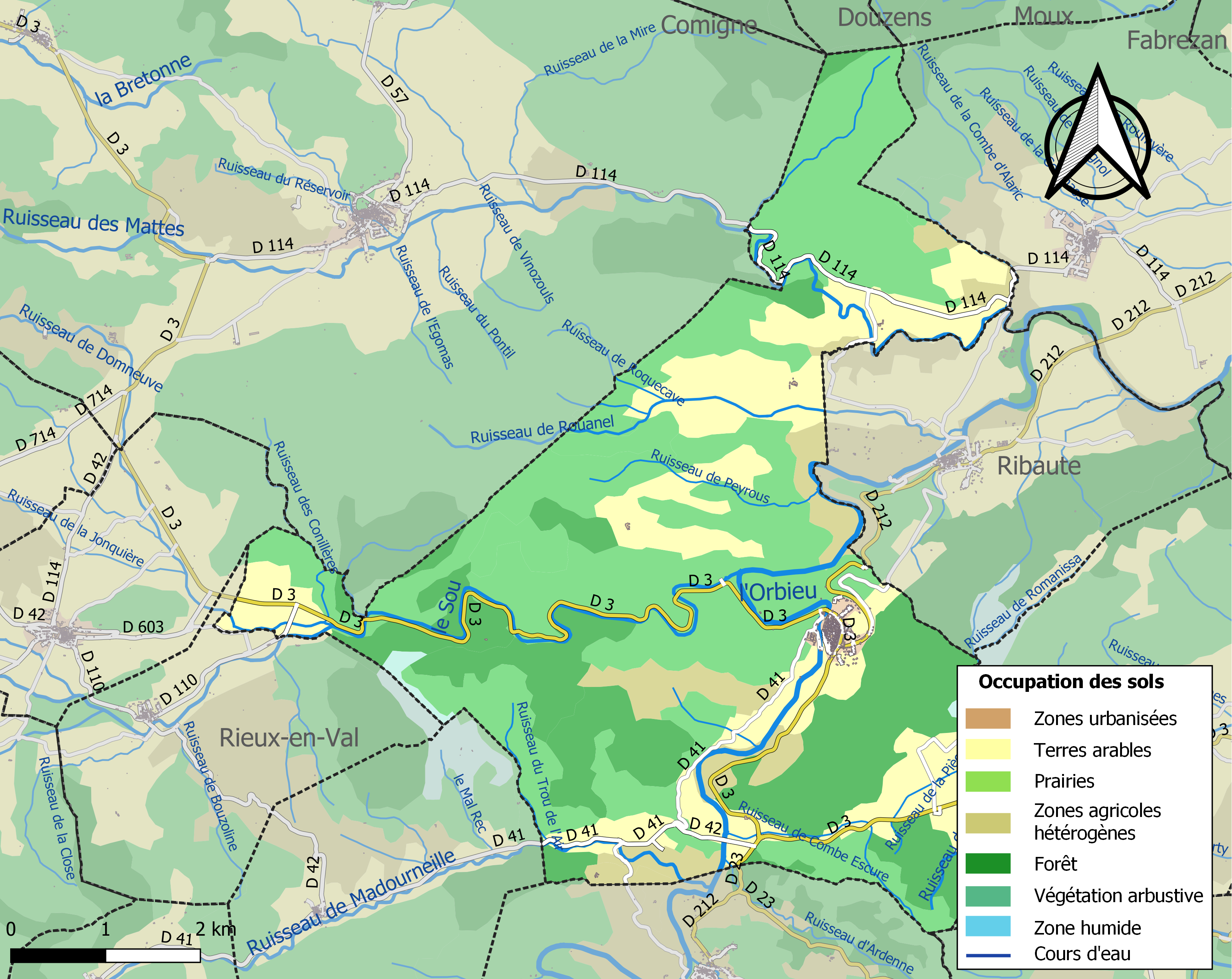

## Demografie
Onderstaande figuur toont het verloop van het inwonertal (bron: INSEE-tellingen).

Vanwege een beveiligingsprobleem met de MediaWiki Graph-software is het momenteel niet mogelijk deze grafiek weer te geven. Zodra de software is bijgewerkt zal de grafiek vanzelf weer zichtbaar worden.

## Afbeeldingen

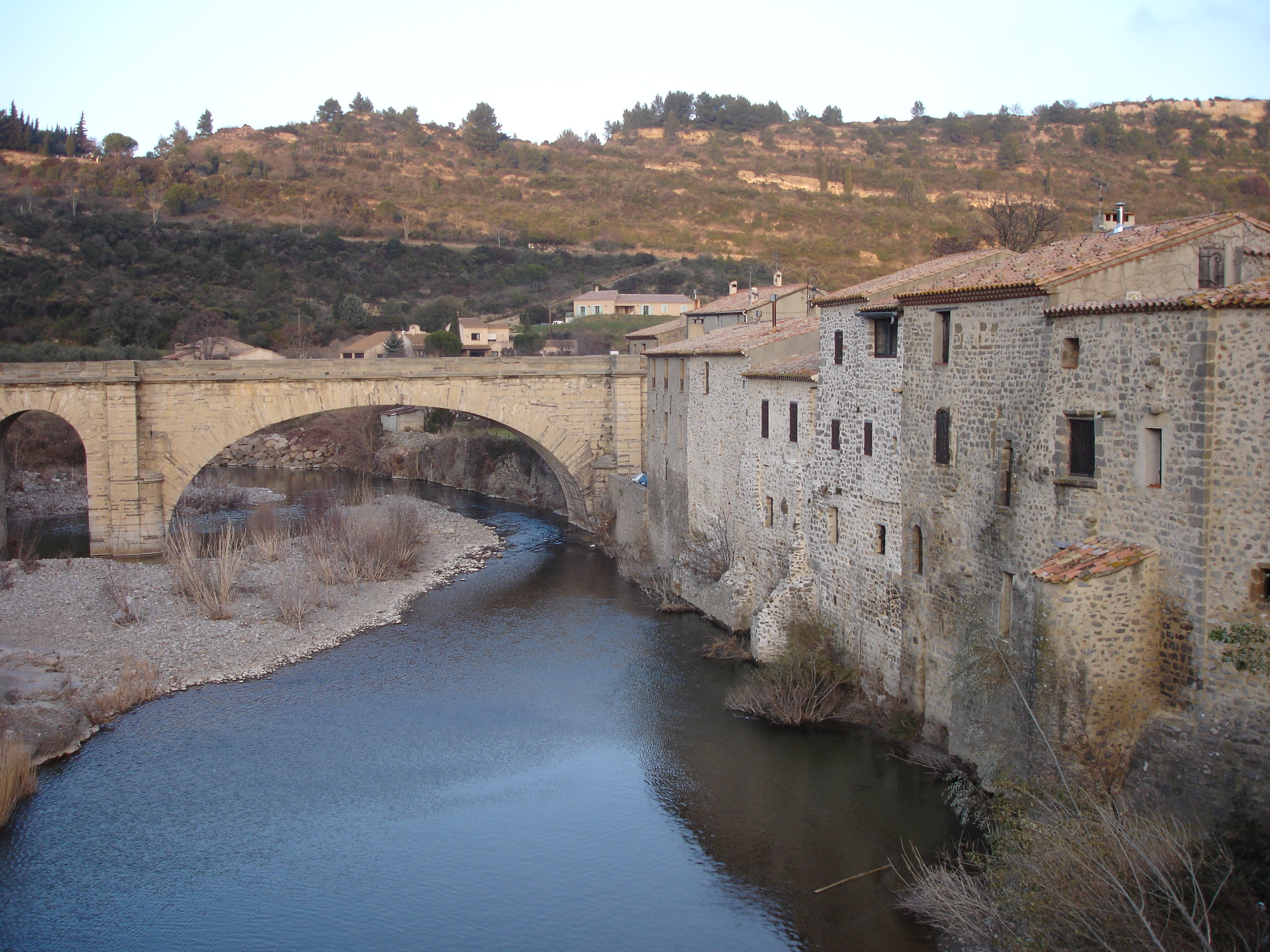
Oude brug
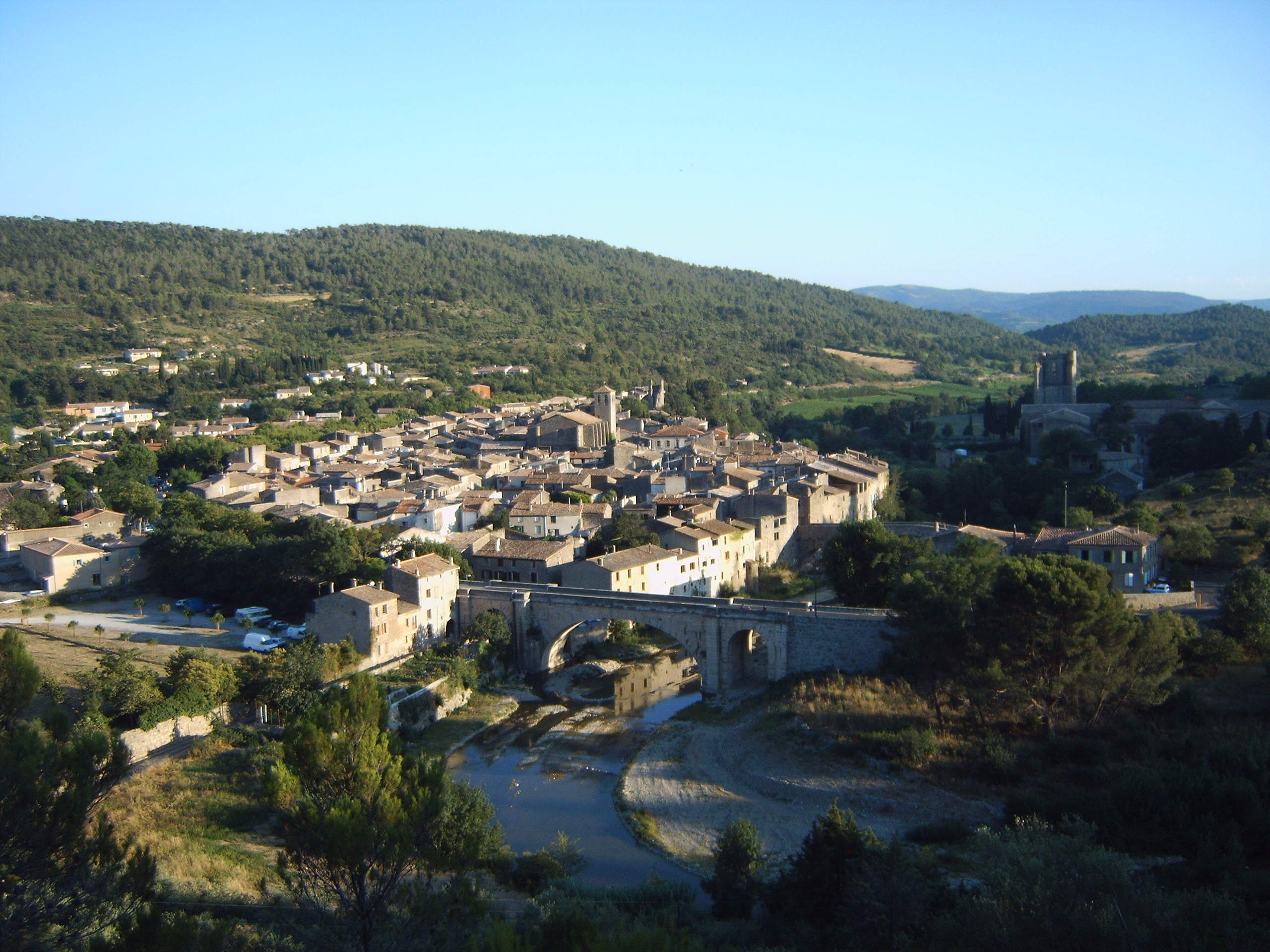
Gezicht op Lagrasse
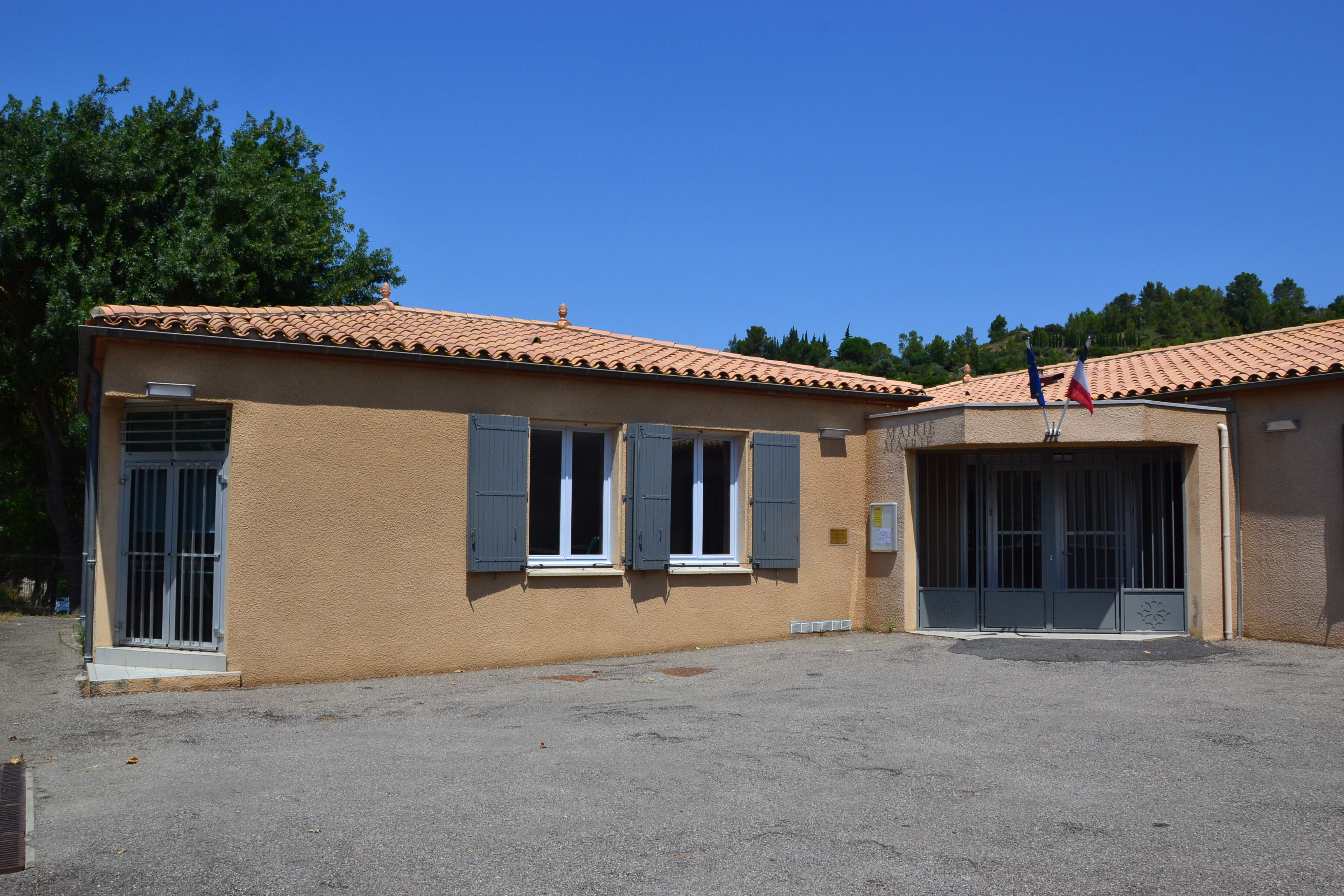
Gemeentehuis
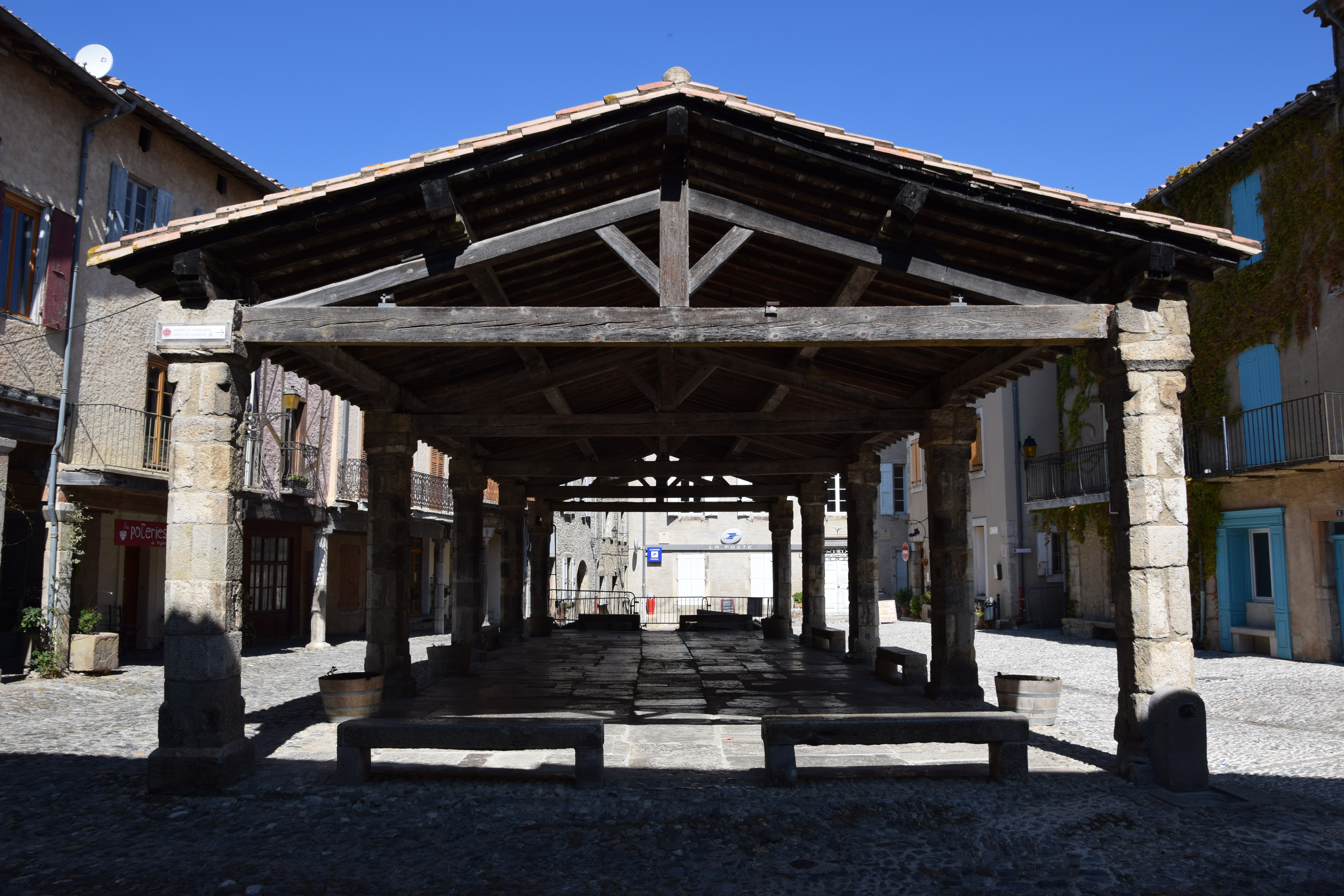
Markthal